# Джон Мартін (художник)
Джон Мартін (John Martin; 19 липня 1789 — 17 лютого 1854) — англійський художник, основоположник романтизму, гравер та ілюстратор.

## Життєпис
Син Фенвіка Мартіна. Був 13-ю дитиною в родині. Народився 1789 року вселі Хейдон-Бридж (Нортумберленд). Мати виховула в суворому пуританському дусі. З дитинства виявив хист до малювання: одного разу намалював кота своєї бабусі. На свята разом з братами розмальовував щити з тканини, які батьки виставляли на дахах. Батько Мартіна хотів учити його у виробника мандрівних карет, щоб він міг навчитися там мистецтву гербів, але через розбіжності в платні ця угода була розірвана, і Мартін відправився до Боніфаціо Муссо, італійського художника, батька художника по емалі Шарля Муссо (1779—1824). Мартін переїхав зі своїм господарем з Ньюкасла-апон-Тайна до Лондона в 1806 році, де одружився у віці дев'ятнадцяти років на Сьюзен Гаррет, у пари було шестеро дітей.

Заробляв на життя уроками малювання, живопису по склу і порцеляні та аквареллю. У вільний час він цікавився перспективою та архітектурою.

У 1810 році Мартін відправив свою першу картину олійними фарбами у Королівську академію мистецтв, але вона не була виставлена. У 1811 році картину виставили. У 1816 році Мартін домігся публічного визнання. Найбільше піднесення відбулося у 1820—1830-х роках, коли йому замовляли гравюри та картини європейські монархи: Луї-Філіпп I, король Франції, Фрідріх-Вільгельм III, король Пруссії, Леопольд I, король Бельгії, Микола I, російський імператор. Кульмінацією його творчості стала трилогія великих картин «Великий день Його гніву», «Страшний Суд» і «Небесні рівнину», яку він завершив у 1853 році.
Також він першим запропонував план побудови набережної уздовж Темзи. 1827 року опублікував «План для забезпечення міст Лондона і Вестмінстера чистою водою з річки Колн» та проєкт з очистки Темзи. Втілення цього Мартін займався протягом наступних 20 років, але не було реалізовано. Лише у 1865 році інженер Джозеф Вільям Базелгетте, спираючись на проєкти, Джона Мартіна збудував в Лондоні першу систему каналізації.

## Галерея

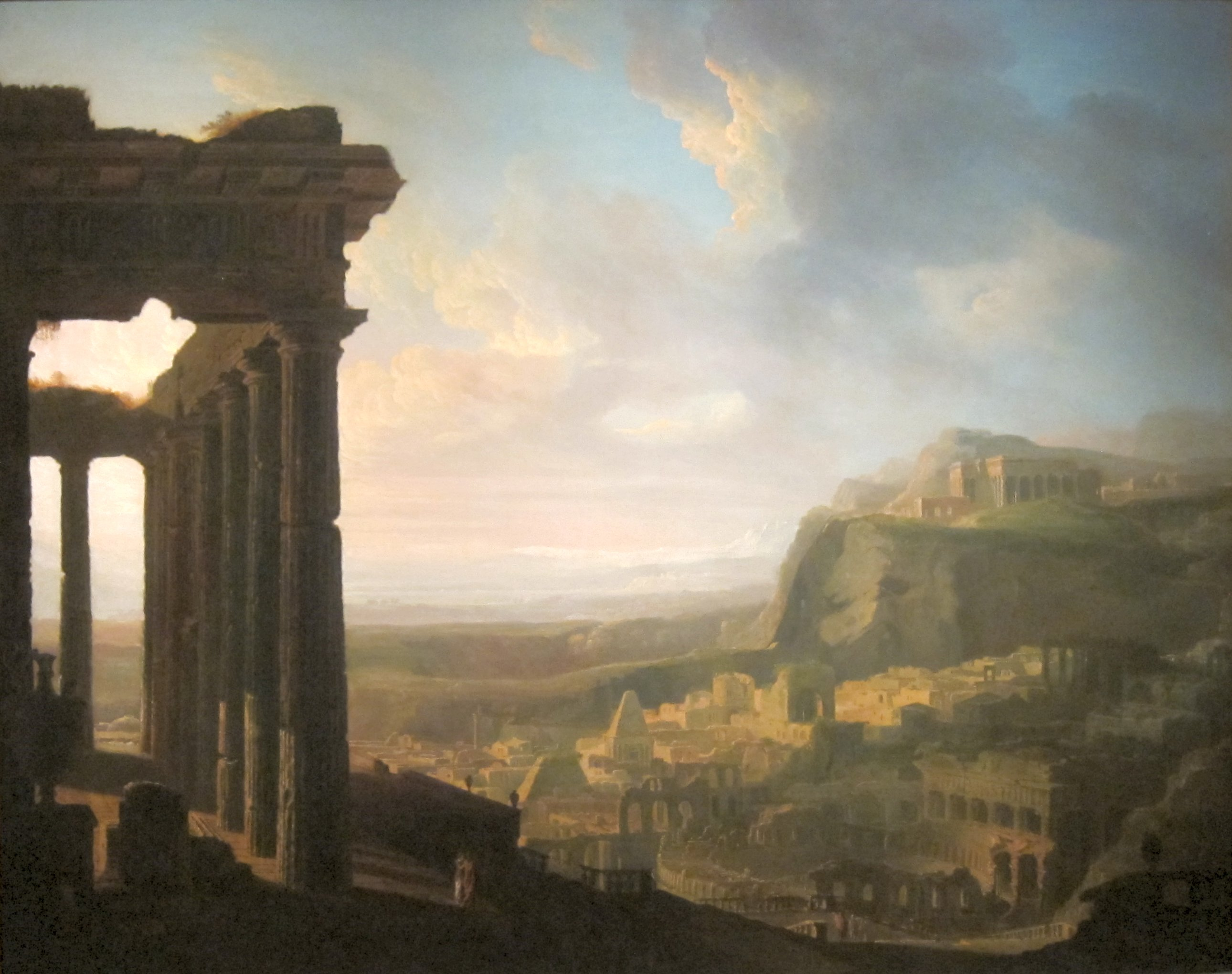
Руїни стародавнього міста, 1810-і роки
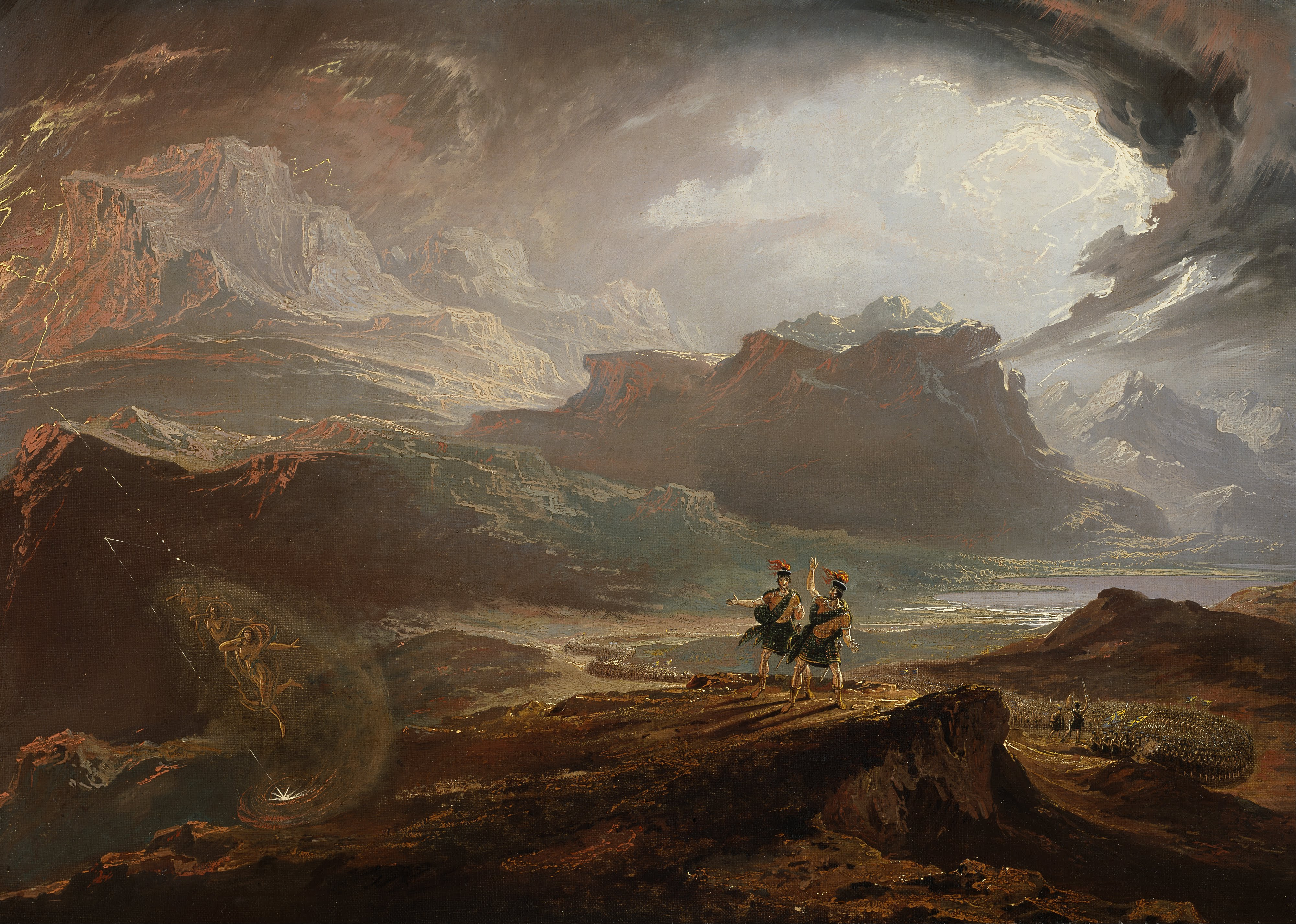
Макбет, 1820 р.
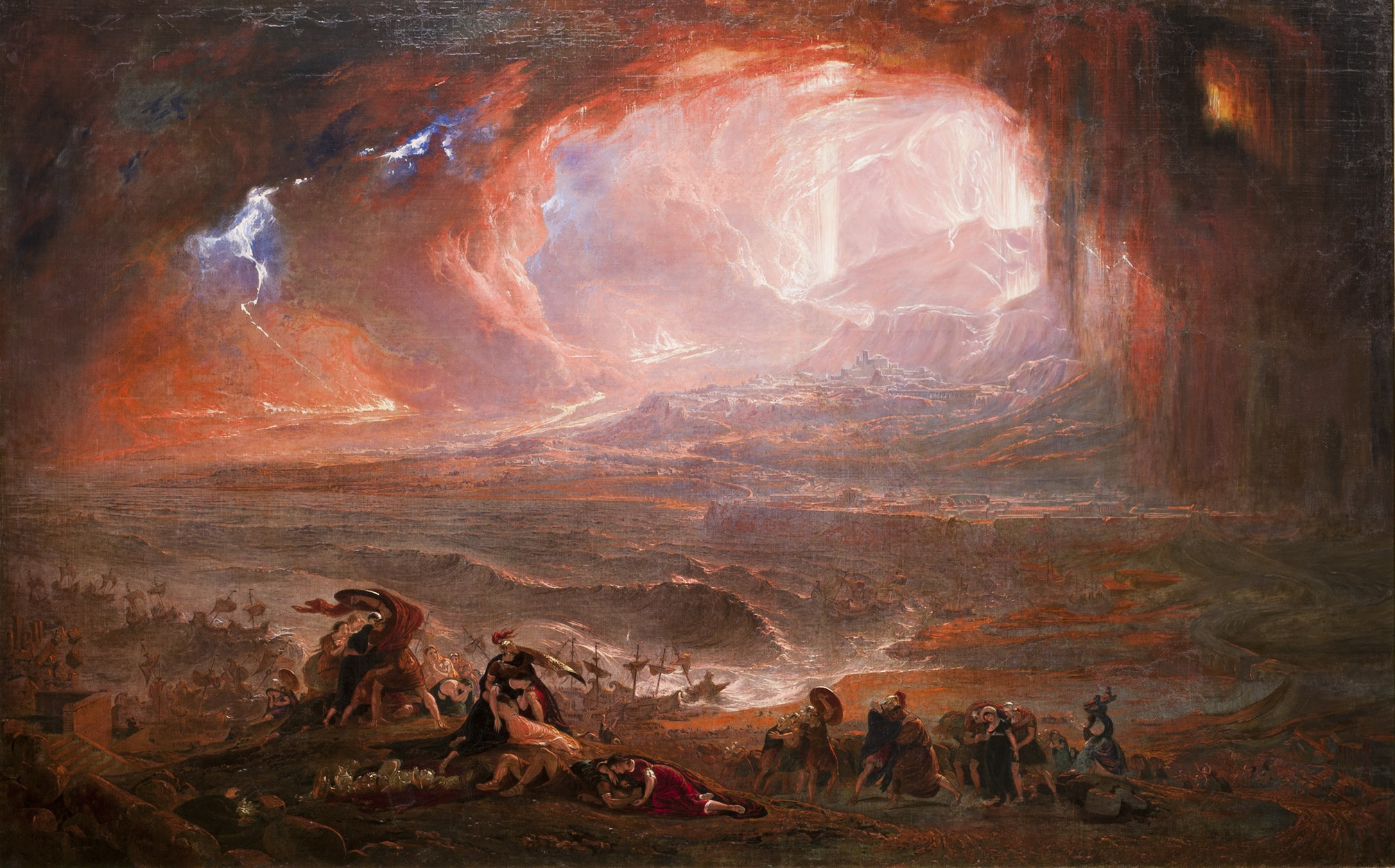
Зруйнування помпеїв, близько 1821 р.
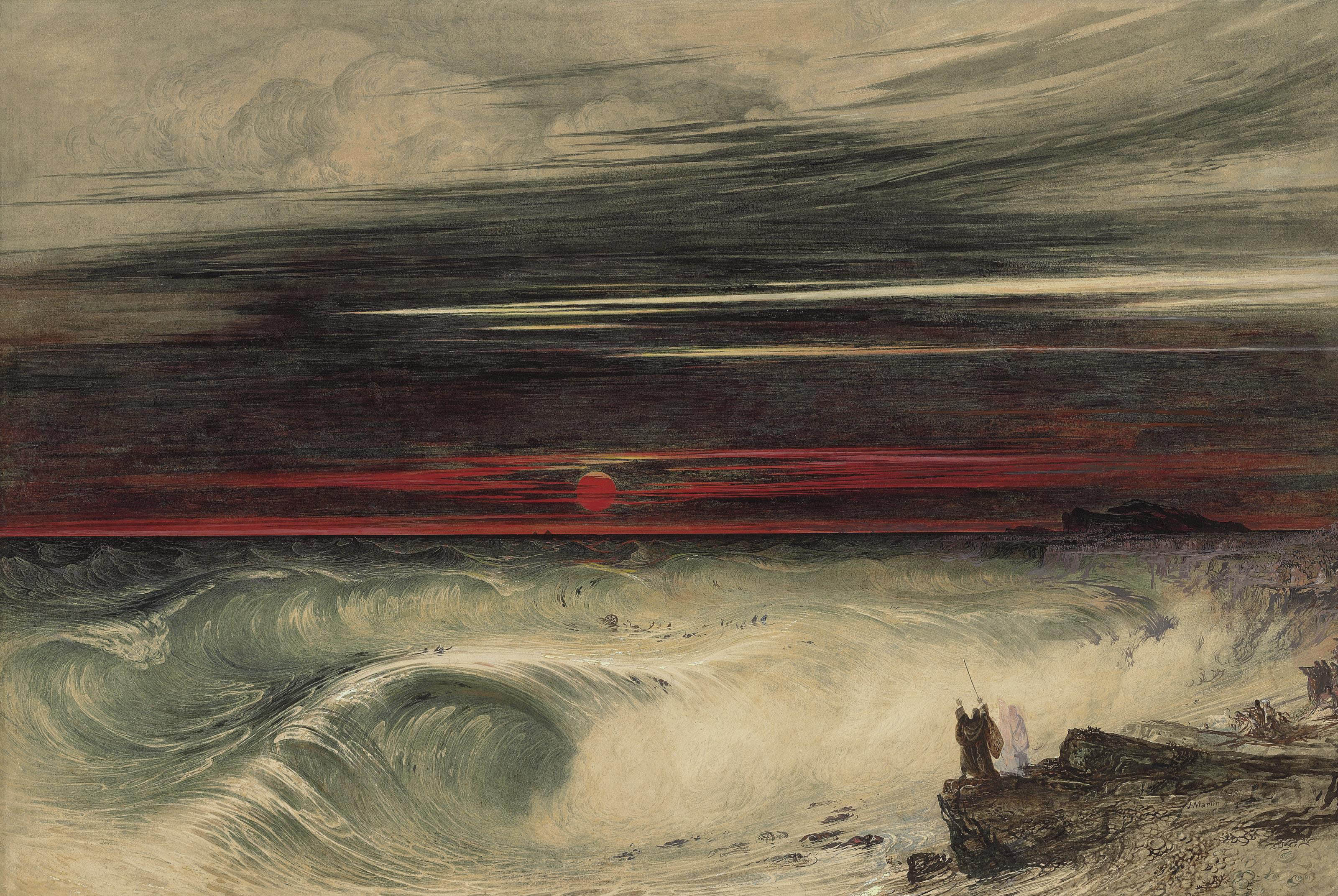
Знищення війська фараона, 1836 р.
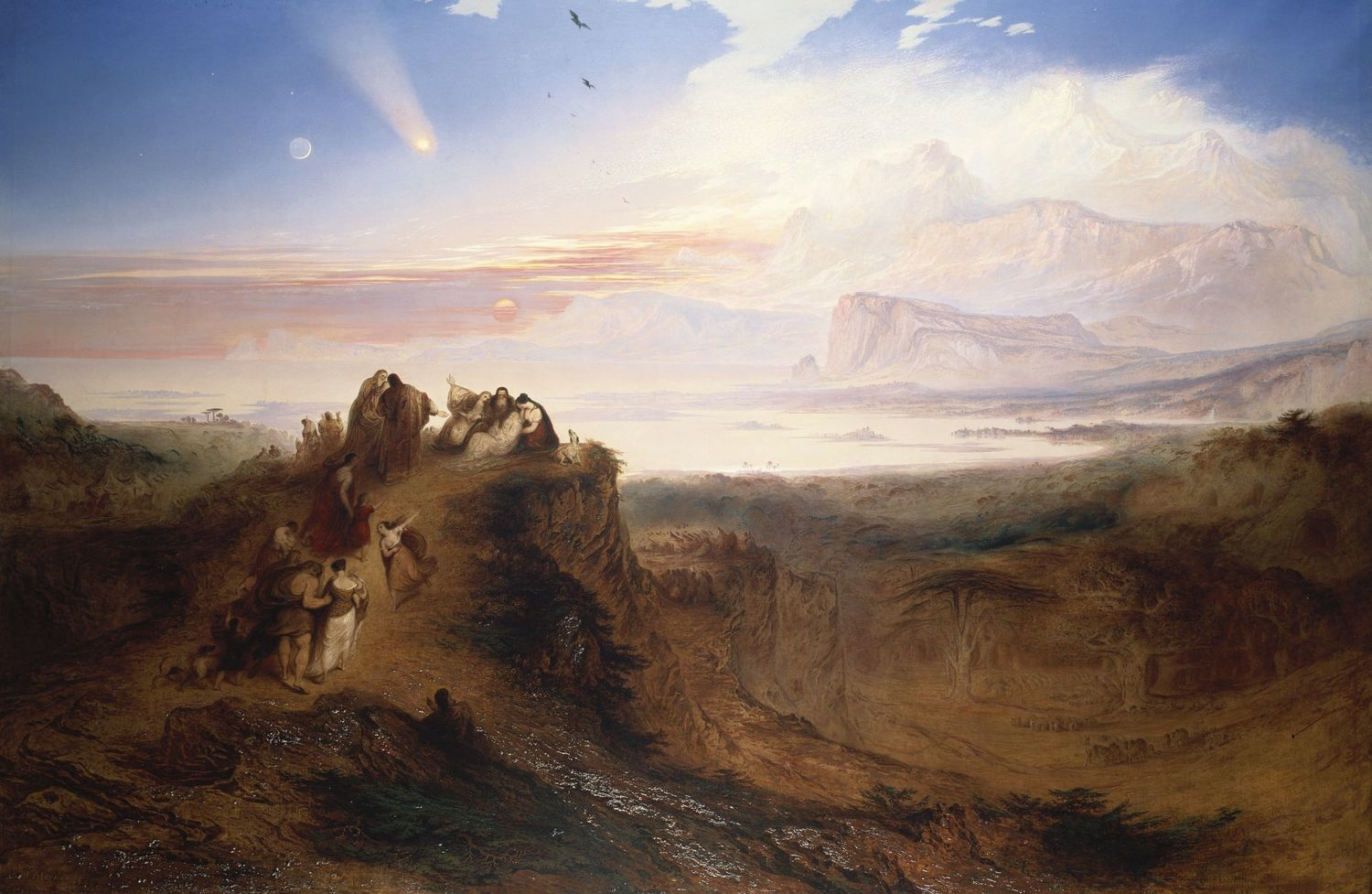
Переддень Потопу, 1840 р.
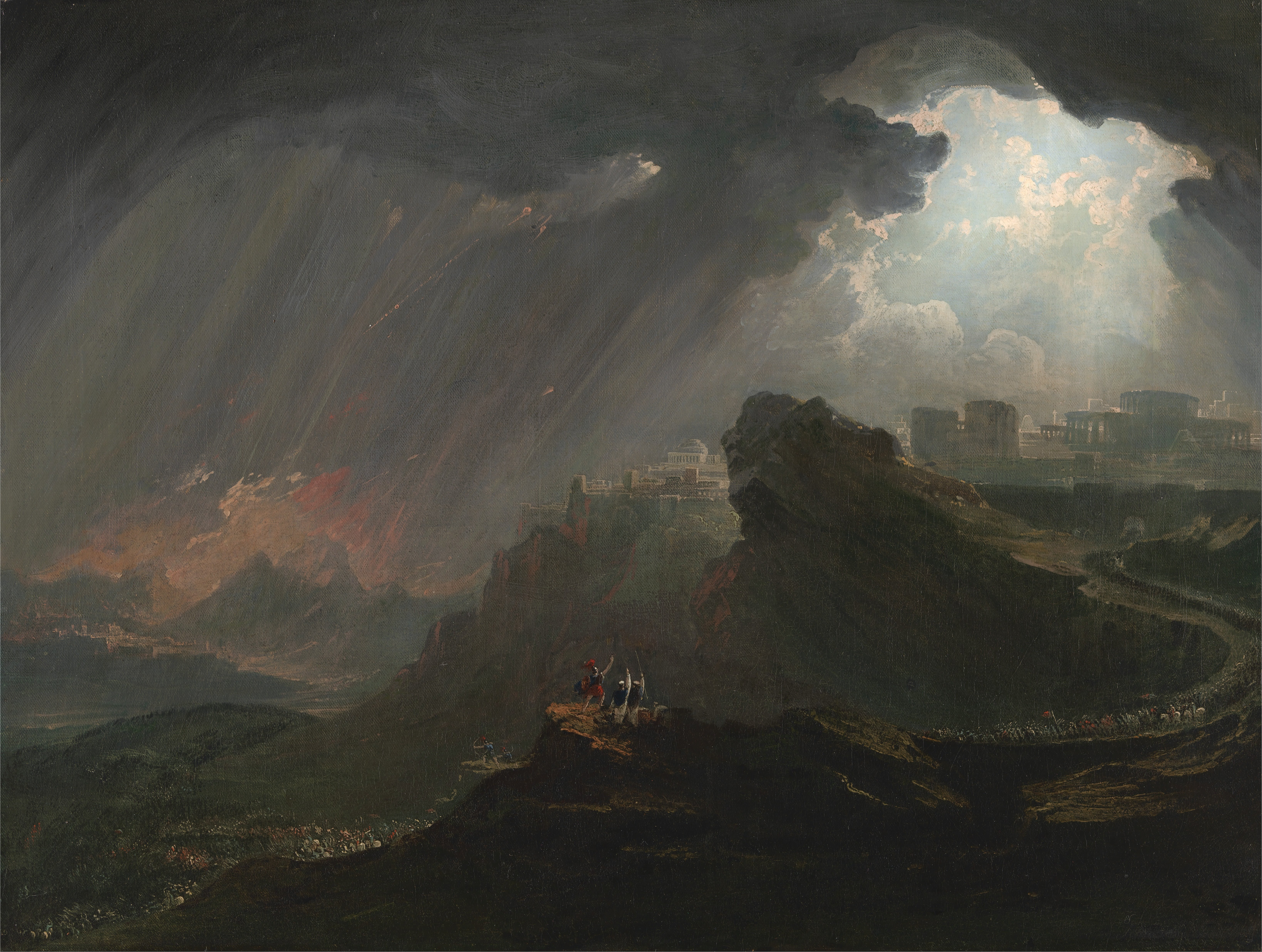
Ісус Навин наказує сонцю спинитись,  близько 1840 р.
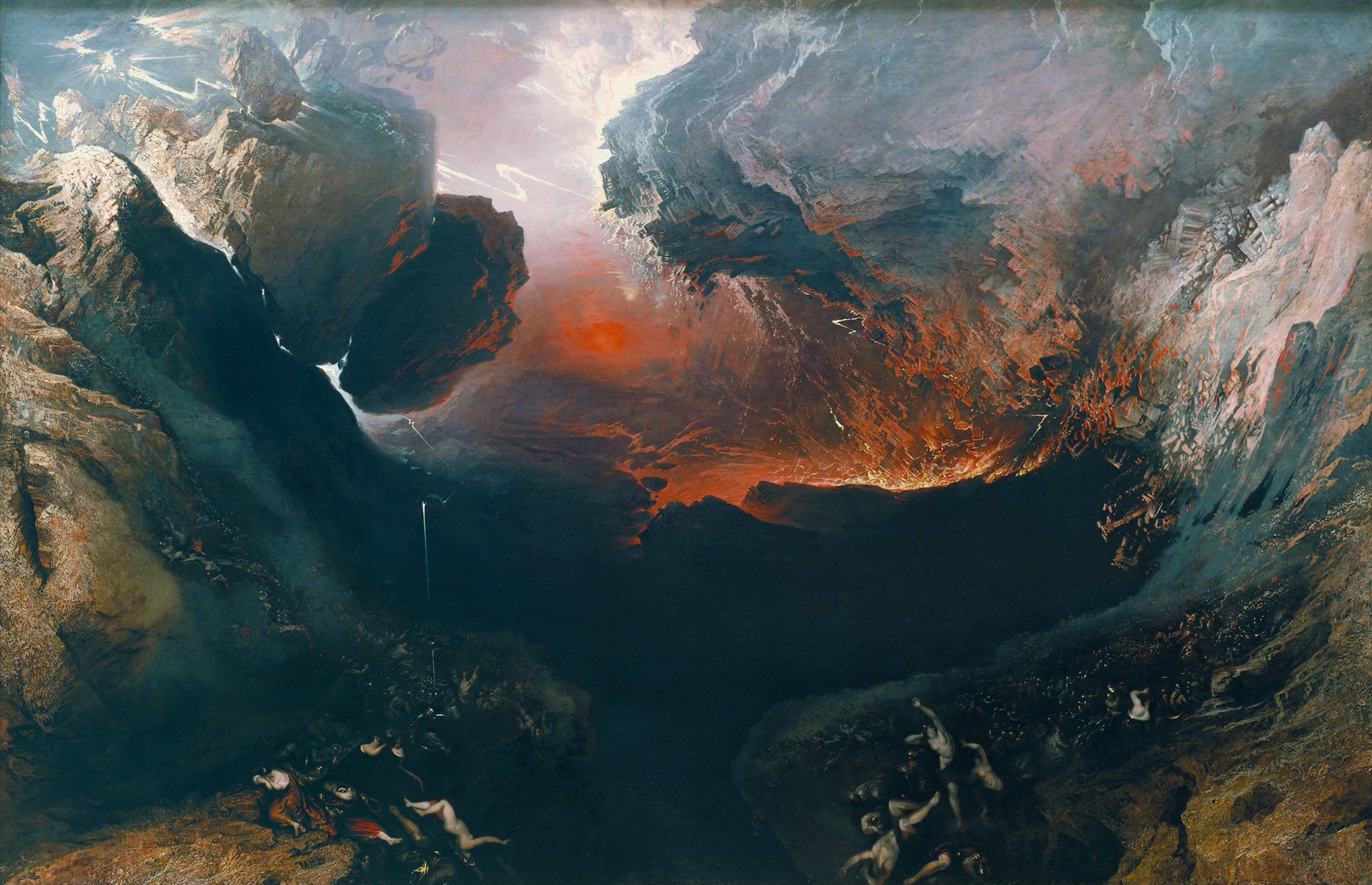
Великий день Його гніву, 1851 р.
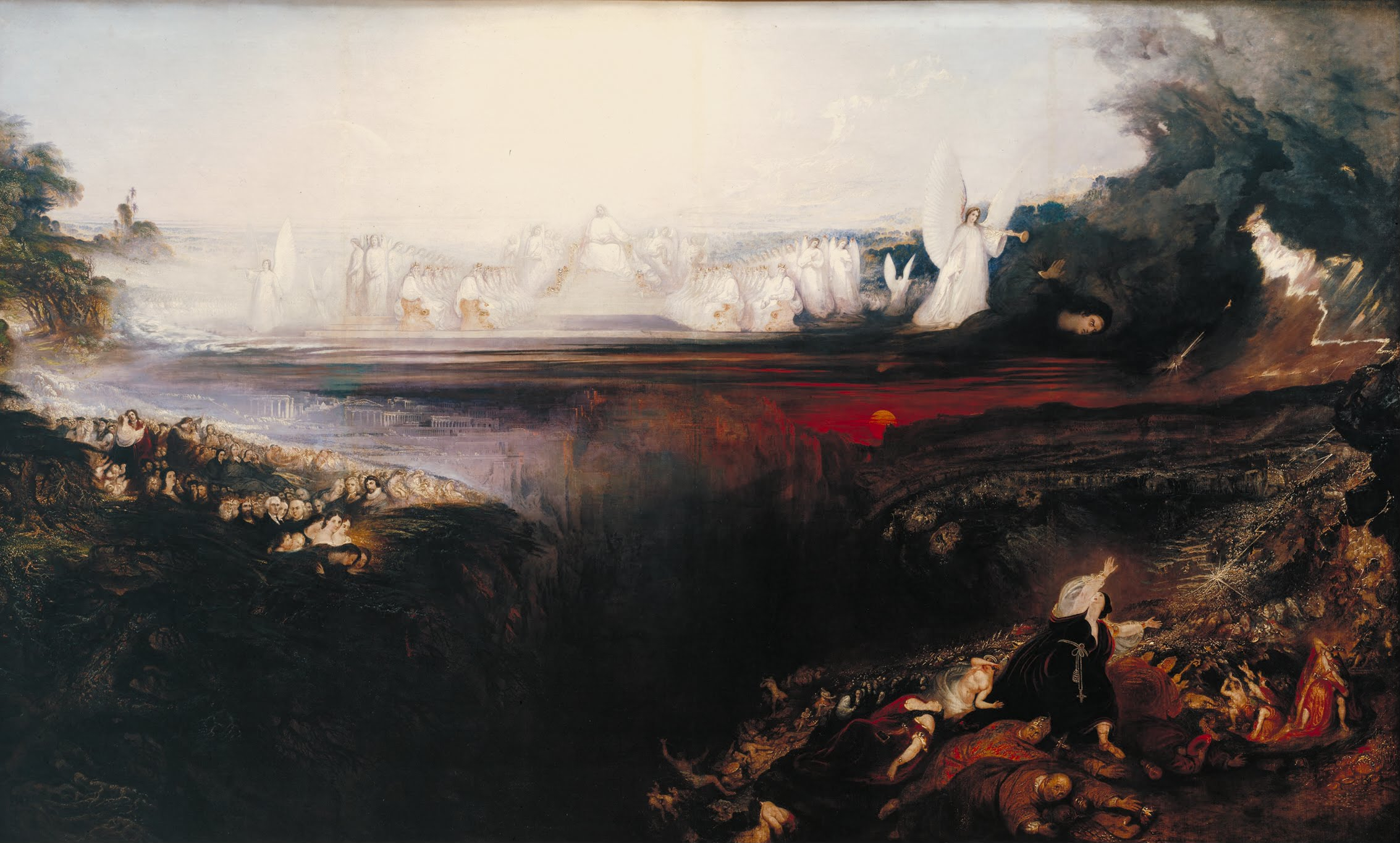
Останній суд, 1853 р.